# Жулавский, Анджей
А́нджей Жула́вский (пол. Andrzej Żuławski; 22 ноября 1940, Львов, Украинская ССР — 17 февраля 2016, Варшава, Польша) — польский кинорежиссёр и сценарист, писатель.

## Биография
Родился во Львове (сын писателя и поэта Мирослава Жулавского, внучатый племянник писателя-фантаста Ежи Жулавского). Семья Жулавских переехала в 1945 году во Францию, через четыре года — в Чехословакию, и в 1952 вернулась в Польшу. Закончил режиссёрский факультет Высшего кинематографического института (ИДЕК). Творческий дебют Жулавского произошёл в Польше, куда он вернулся после Второй мировой войны.
Работал ассистентом Анджея Вайды на съёмках фильма «Самсон» (1961), вторым режиссёром на съёмках фильмов «Любовь двадцатилетних» (1962) и «Пепел» (1965). В 1967 создал телевизионные среднеметражные фильмы «Павончелло» (по Стефану Жеромскому) и «Песнь торжествующей любви» (по повести Ивана Тургенева).
Его фильм «Третья часть ночи» (1971) стал манифестом нового польского кино, удостоен премии Анджея Мунка. Следующий фильм «Дьявол» был запрещён польской цензурой по приказу из Москвы (министр культуры СССР Фурцева) и пролежал на полке 18 лет.
После запрета «Дьявола» режиссёр получил предложение снять фильм во Франции. Картина «Главное — любить» с Роми Шнайдер и Клаусом Кински принесла ему международную известность в 1975 году.
Вернувшись в Польшу, Жулавский приступает к работе над фантастическим фильмом «На серебряной планете», но в 1977 году по приказу заместителя министра культуры Польши Януша Вильхельми съёмки сворачивают, а декорации и костюмы уничтожают. Сам Жулавский был вынужден уехать из Польши под угрозой уголовного преследования. Фильм был отснят лишь на 80 %, смонтировать сохранившийся материал и выпустить его в прокат удалось лишь после политических изменений в стране 1989 года.
Потом последовали «Одержимая» (с Изабель Аджани, Золотой астероид на фестивале фантастических фильмов в Триесте), «Публичная женщина» (с Валери Каприски, специальная премия жюри на кинофестивале в Монреале), «Шальная любовь» (по роману «Идиот» Достоевского), «Мои ночи красивее, чем ваши дни», «Верность» (по роману Мадам де Лафайет «Принцесса Клевская»). Софи Марсо, которая моложе Жулавского на 26 лет, впоследствии стала женой режиссёра и родила ему сына. В 2001 году пара рассталась.

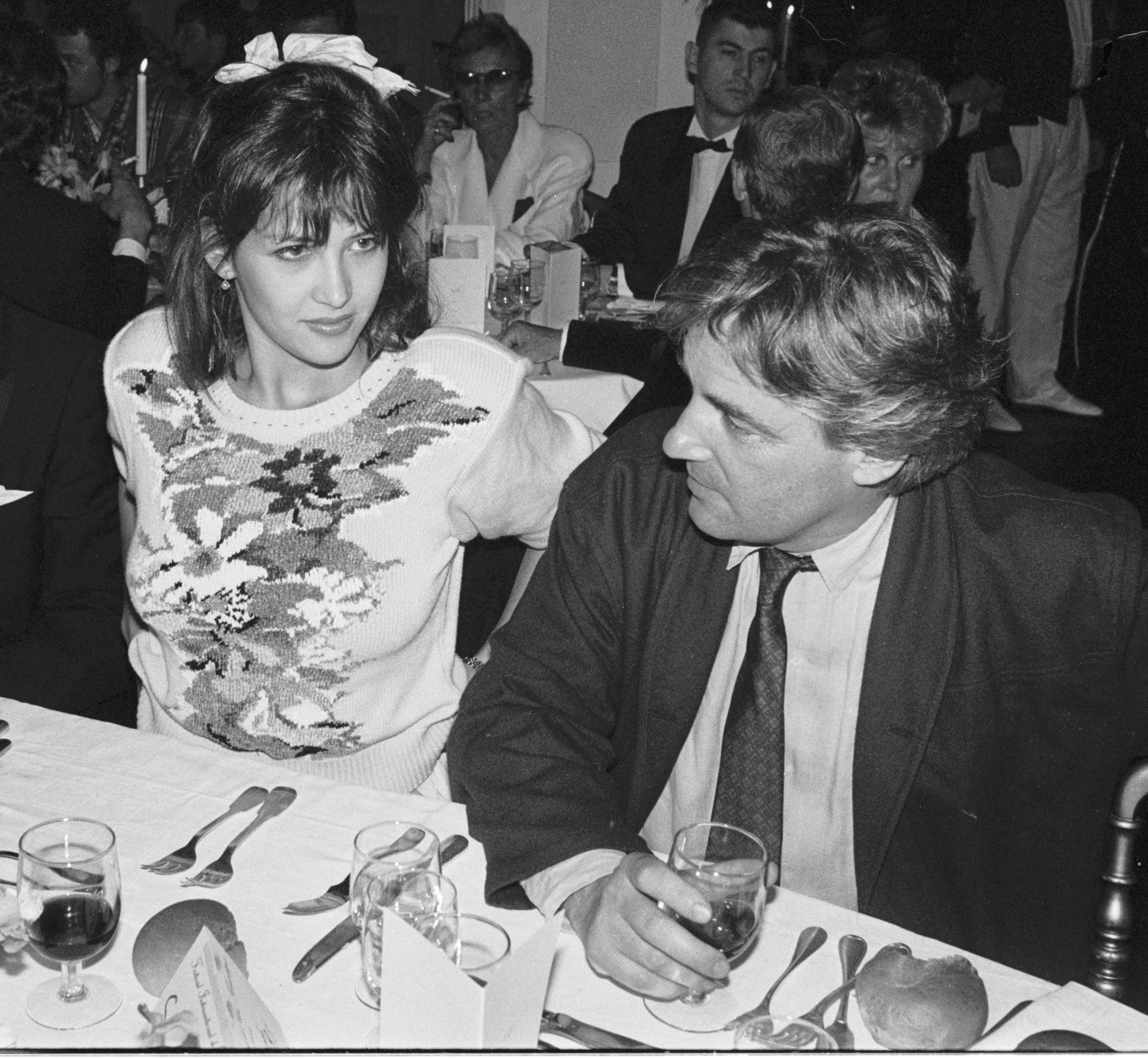
Анжей Жулавский и Софи Марсо в 1988 году

Также в Польше режиссёр снял фильм «Шаманка» (1996) по сценарию Мануэлы Гретковской.
«Космос», последний фильм Анджея Жулавского, вышел в 2015 году. На 68-м кинофестивале в Локарно он получил приз за лучшую режиссуру.
Анджей Жулавский скончался 17 февраля 2016 года после продолжительной болезни.

## Признание

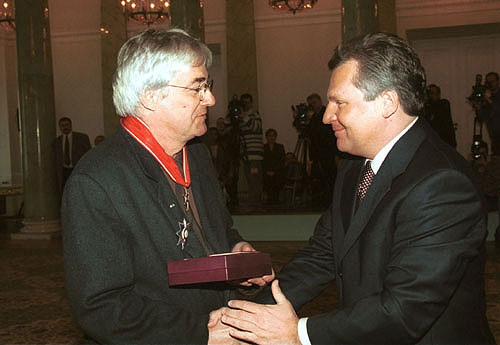
Жулавский получает из рук президента Квасьневского орден Возрождения Польши, 2001

- Командор со звездой ордена Возрождения Польши (2001).
- Кавалер ордена Почётного легиона (2002, Франция).
- Командор ордена Искусств и литературы (1996, Франция)[13].
- Locarno International Film Festival Best Direction Award (2015).

## Фильмография
- «Дикая банда»

- 1971 — Третья часть ночи / Trzecia część nocy
- 1972 — Дьявол / Diabeł
- 1975 — Главное — любить / L’important c’est d’aimer
- 1981 — Одержимая / Possession
- 1984 — Публичная женщина / La femme publique
- 1985 — Шальная любовь / L’amour braque
- 1987 — На серебряной планете /Na srebrnym globie
- 1989 — Мои ночи прекраснее ваших дней / Mes nuits sont plus belles que vos jours
- 1989 — Борис Годунов / Boris Godounov
- 1991 — Голубая нота / La note bleue
- 1996 — Шаманка / Szamanka
- 2000 — Верность / La fidélité
- 2015 — Космос / Cosmos